# Bagatelle en si bémol majeur de Beethoven
Pour les articles homonymes, voir Bagatelles pour piano de Beethoven.

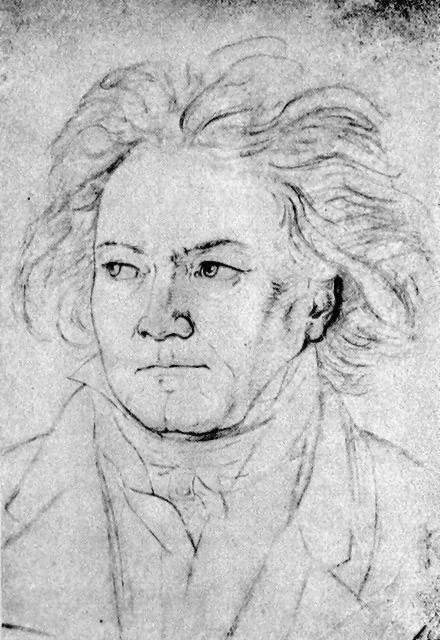
Portrait de Beethoven lors de son séjour à Mödling en 1818 par August von Klœber

La Bagatelle en si bémol majeur WoO 60 est une pièce pour piano composée par Ludwig van Beethoven lors de sa convalescence à Mödling à l’été 1818, parallèlement à la sonate Hammerklavier. Le titre original est “Klavierstück” (pièce pour clavier) et le tempo est noté “ziemlich lebhaft” (assez animé).
Elle a été publiée pour la première fois le 8 décembre 1824 dans l’Allgemeine Musukalische Zeitung de Berlin, où elle était présentée comme « écrite à la demande l’après-midi du 14 août 1818 ». Le destinataire n'est pas nommé mais selon Adolf-Bernhard Marx, un des premiers biographes de Beethoven, il s'agit de la pianiste polonaise Maria Agata Szymanowska.
Une deuxième édition a paru en 1825 dans l’Harmonicon de Londres, sous le titre « Impromptu composed at the Dinner Table » (« Impromptu composé au dîner »); et quelques années après la mort du compositeur, vers 1840, l’éditeur allemand Heinrich Schlesinger l’a publiée sous le titre fallacieux Dernière pensée musicale de Louis van Beethoven,.
Évoquant l'importance des bagatelles chez Beethoven, Romain Rolland considère cette pièce comme « la plus nuancée de ces Confessions, et la plus remarquable par la finesse hardie de son écriture harmonique. […] C’est une page du Journal intime, dont le sentiment flotte, ambigu, tendre, troublé, entre le doute et la confiance. L’émotion est si instable qu’elle se modifie, au cours d'une phrase. Mais ces changements s’opèrent toujours avec une extrême délicatesse. On dirait des ondes de sentiments — une rougeur, une pâleur — qui passent sous la peau. ».
Durée moyenne d'interprétation : 1 minute.

## Repères discographiques
- Alfred Brendel, 1964 (Vox : réédition (Brilliant Classics)[7]
- Steven Osborne, 2011 (Hyperion Records)[8]